# Freihäuschen
Freihäuschen ist eine Ortschaft in der Gemeinde Wipperfürth im Oberbergischen Kreis im Regierungsbezirk Köln in Nordrhein-Westfalen (Deutschland).

## Lage und Beschreibung
Die Ortschaft liegt im Südosten der Stadt Wipperfürth an der Kreisstraße K39. In Unterstenhof mündet der Freihäuschen Bach in den Gaulbach.
Nachbarortschaften sind Hollmünde, Nagelsgaul und Unterstenhof.
Die Ortschaft gehört zum Gemeindewahlbezirk 142 und damit zum Ortsteil Dohrgaul.

## Geschichte
Die Topographische Aufnahme der Rheinlande von 1825 zeigt auf umgrenztem Hofraum einen einzelnen Grundriss. Ab der Preußischen Uraufnahme von 1840 bis 1844 lautet die Ortsbezeichnung Freihäuschen.

## Busverbindungen
Über die Haltestelle Dohrgaul der Linien 333 und 399 (VRS/OVAG) ist Freihäuschen an den öffentlichen Personennahverkehr angebunden.

## Wanderwege
Der vom SGV ausgeschilderte Rundwanderweg A4 führt durch die Ortschaft.